# Косил Ясь конюшину
«Косил Ясь конюшину» («Косив Ясь конюшину», «Косил Ясь клевер», бел. Касіў Ясь канюшыну) — популярная в Советском Союзе шуточная белорусская песня, считающаяся народной.
Получила широкую известность в исполнении вокально-инструментального ансамбля «Песняры» в 1971 году. Современная музыкальная обработка сделана Владимиром Мулявиным в 1970 году.
По мнению белорусского литературоведа и фольклориста Нила Гилевича, это псевдофольклорная песня, созданная в БССР в погоне за «белорусским музыкальным юмором», по мотивам традиционной народной «Пасылала мяне маць яравое жыта жаць» («А я жыта не жала — ў баразёнцы ляжала. Баразёнка вузенька — не памесцілася. Летня ночка каротка — я не выспалася. А я дня ўкарачу ды й да ночкі надтачу»).

## Популярность
Протяжная песня после аранжировки В. Мулявина стала энергичной рок-песней с задорным запевом, молодецким посвистом, ритмическими сбивками и мощной басовой линией. Песня вышла на первой пластинке ансамбля, записанной на фирме «Мелодия». В том же году диск стал лидером продаж в СССР.
Уже в 1973 году песня использовалась в одном из самых любимых советских мультфильмов «Ну, погоди!» (Выпуск 6), что придало дополнительной популярности песни среди молодёжи.
В 1972 году «Песняры» исполнили песню в финале конкурса «Песня года».
Специально для кинофильма «Ясь и Янина» в 1974 году «Песняры» записали новую версию песни.
В декабре 1976 года песня была записана для совместного альбома с американской группой The New Christy Minstrels на лейбле Columbia. Однако, пластинка так и не вышла.
В 2001 году группа «Дискотека Авария» в композиции «Песня про яйца» (альбом «Маньяки») использовала семпл из «Косил Ясь конюшину».
Песня хорошо известна не только на просторах бывшего СССР, но и за рубежом. В декабре 2018 года, на турнире по хоккею Mega Hockey Games в Норвегии перед матчем Норвегия — Белоруссия вместо белорусского гимна организаторы по ошибке поставили песню «Косил Ясь конюшину» в исполнении группы «Песняры».
Песня до сих пор является одной из самых известных и популярных в Белоруссии — во многих семьях её поют дома, её знают даже те, кто не слушал «Песняров».
Песня используется для знакомства иностранных студентов с белорусской культурой.
Ремикс на песню, сделанный российским музыкантом Романом «Mujuice» Литвиновым, стал частью саундтрека к игре Atomic Heart, выпущенной российской студией Mundfish в 2023 году.[значимость факта?]

## Сюжет
Песня о том, как холостой парень Ясь (уменьшительный вариант имени Иван) косит клевер (бел. канюшына) и поглядывает на девицу, жнущую рожь. Она намекает, или прямо говорит в ином варианте, что Ясь ей понравился. Он идёт к матери с просьбой найти ему невесту, потому что «все люди жён имеют, обнимают и любят». Она вначале предлагает жениться на дородной Станиславе, но сын отказывается, мотивируя, что не сможет усадить на лавку — не поместится. Тогда мать предлагает трудолюбивую Янину (белорусский аналог имени Иоанна), которая «жнёт и на тебя поглядывает».

## Текст
| Оригинал (вар. «Песняров») Касiў Ясь канюшыну, (3 х) Паглядаў на дзяўчыну. А дзяўчына жыта жала, (3 х) Ды на Яся паглядала: — Цi ты Ясь, цi ты не, (3 х) Спадабаўся ты мне… Кiнуў Яська касіць, (3 х) Пачаў мамку прасiць: — Люба мамка мая, (3 х) Ажанi ж ты мяне! — Дык бяры ж Станiславу, (3 х) Каб сядзела на ўсю лаву. — Станiславу не хачу, (3 х) Бо на лаву не ўсажу! — Дык бяры ж ты Яніну, (3 х) Працавiтую дзяўчыну. Касiў Ясь канюшыну, (3 х) Паглядаў на дзяўчыну. | Перевод Косил Иван клевер (3 х) И посматривал на девушку. А девушка жала рожь (3 х) И на Ивана посматривала: — Иван ты или нет, (3 х) Приглянулся ты мне… Бросил Иван косить, (3 х) Пошёл маму просить: — Любимая мама моя, (3 х) Пожени же ты меня. — Так бери Станиславу, (3 х) Чтоб сидела на всю лаву. — Станиславу не хочу, (3 х) Её на лавку не усажу. — Так бери же ты Иванну, (3 х) Работящую девушку. Косил Иван клевер (3 х) И посматривал на девушку. |

Известен также текст, в котором после слов «Ажанi ж ты мяне!» Ясь ещё добавляет: «Усi людзi жонак маюць, Абдымаюць i кахаюць. Каб я жоначку меў, я б не пiў i не еў…» Очевидно, в советские годы этот фрагмент не годился для исполнения с эстрады. Перевод: «У всех людей есть жёны, [жён] обнимают и любят. Кабы была у меня жёнушка, я бы не пил и не ел…» [а всё обнимал бы и любил бы её].